# Сергий (Зайчиков)
Епископ Сергий (в миру Евгений Алексеевич Зайчиков; род. 2 августа 1985, пгт Земетчино, Пензенская область, РСФСР, СССР) — архиерей Русской православной церкви, епископ Алапаевский и Ирбитский.
Тезоименитство — 25 сентября (8 октября) (память преподобного Сергия, игумена Радонежского).

## Биография
Родился 2 августа 1985 года в пгт Земетчино Пензенской области, крещён в младенчестве. В 1992—2004 годах учился в Земетчинской средней школе.
В 2004—2007 годах проходил обучение в Пензенском духовном училище.
В 2008—2013 годах учился в Московской духовной семинарии, защитив 30 мая 2013 года дипломную работу «Основные положения нравственно-аскетического учения свт. Григория Нисского по его аскетическим творениям». Поступил в магистратуру Московской духовной академии (экстернат), которую окончил в 2017 году, защитив магистерскую работу на тему «Сотериологическое значение аскетического делания по трудам святителя Григория Нисского».
С 22 апреля по 30 сентября 2009 года исполнял послушание иподиакона Святейшего Патриарха Московского и всея Руси Кирилла.
С 1 июля 2014 года по 1 сентября 2016 года был экономом Архиерейского дома в Пензе (Пензенская епархия).
24 августа 2014 года митрополитом Пензенским и Нижнеломовским Серафимом пострижен в монашество.
28 августа 2014 года в Успенском женском монастыре города Нижний Ломов митрополитом Пензенским Серафимом рукоположен в сан диакона, а 7 января 2015 года в Успенском кафедральном соборе города Пензы им же рукоположен в сан пресвитера.
11 апреля 2016 года поступил в число братии Спасо-Преображенского мужского монастыря города Пензы; со 2 сентября — и. о. наместника обители.
Решением Священного Синода от 27 декабря 2016 года (журнал № 132) назначен на должность наместника Спасо-Преображенского монастыря города Пензы.
6 февраля 2020 года назначен членом епархиального совета Пензенской епархии.

### Архиерейство
24 октября 2024 года решением Священного синода избран епископом Алапаевским и Ирбитским.
4 ноября 2024 года в Спасском кафедральном соборе города Пензы митрополитом Пензенским Серафимом возведён в сан архимандрита.
7 ноября 2024 года в Даниловском Ставропогиальном монастыре вместе с архимандритами Николаем (Пашковым) и Серафимом (Лопуховым) были наречены во епископов, после чего обратились к патриарху Кириллу и сослужившим ему архиереям со ставленническими словами.
2 декабря 2024 года в Храме Христа Спасителя состоялась его хиротония во епископа Алапаевского и Ирбитского, которую совершили: Патриарх Кирилл, митрополит Воскресенский Григорий (Петров), митрополит Калужский и Боровский Климент (Капалин), митрополит Тверской и Кашинский Амвросий (Ермаков), митрополит Сингапурский и Юго-Восточно-Азиатский Сергий (Чашин), митрополит Донецкий и Мариупольский Владимир (Самохин), митрополит Пензенский и Нижнеломовский Серафим (Домнин), митрополит Екатеринбургский и Верхотурский Евгений (Кульберг), архиепископ Зеленоградский Савва (Тутунов), епископ Нижнетагильский и Невьянский Феодосий (Чащин), епископ Серовский и Краснотурьинский Феогност (Дмитриев), епископ Каменский и Камышловский Мефодий (Кондратьев), епископ Владивостокский и Приморский Павел (Григорьев), епископ Воронежский и Лискинский Леонтий (Козлов), епископ Раменский Алексий (Туриков).

## Труды и публикации
1. Слово архимандрита Сергия (Зайчикова) при наречении во епископа Алапаевского и Ирбитского.